# Danil Gusjtjin
Danil Vadimovitj Gusjtjin, ryska: Данил Вадимович Гущин, född 6 februari 2002, är en rysk professionell ishockeyforward som är kontrakterad till San Jose Sharks i National Hockey League (NHL) och spelar för San Jose Barracuda i American Hockey League (AHL).
Han har tidigare spelat för Niagara Icedogs i Ontario Hockey League (OHL) och Muskegon Lumberjacks i United States Hockey League (USHL).
Gusjtjin draftades av San Jose Sharks i tredje rundan i 2020 års draft som 76:e spelare totalt.

## Statistik
| 2018–2019   | Muskegon Lumberjacks | USHL        | 51  | 16 | 20 | 36  | 30  | 2 | 0 | 0 | 0 | 0 |
| 2019–2020   | Muskegon Lumberjacks | USHL        | 42  | 22 | 25 | 47  | 42  | — | — | — | — | — |
| 2020–2021   | Muskegon Lumberjacks | USHL        | 46  | 32 | 32 | 64  | 42  | 4 | 3 | 1 | 4 | 0 |
| 2021–2022   | Niagara Icedogs      | OHL         | 51  | 41 | 30 | 71  | 50  | — | — | — | — | — |
|             | San Jose Barracuda   | AHL         | 3   | 0  | 0  | 0   | 2   | — | — | — | — | — |
| 2022–2023   | San Jose Sharks      | NHL         | 1   | 1  | 0  | 1   | 0   | — | — | — | — | — |
|             | San Jose Barracuda   | AHL         | 61  | 16 | 20 | 36  | 22  | — | — | — | — | — |
| NHL totalt  | NHL totalt           | NHL totalt  | 1   | 1  | 0  | 1   | 0   | — | — | — | — | — |
| AHL totalt  | AHL totalt           | AHL totalt  | 64  | 16 | 20 | 36  | 24  | — | — | — | — | — |
| USHL totalt | USHL totalt          | USHL totalt | 139 | 70 | 77 | 147 | 114 | 6 | 3 | 1 | 4 | 0 |

### Internationellt
| Källa: Uppdaterad: 2023-04-02 | Källa: Uppdaterad: 2023-04-02 | Källa: Uppdaterad: 2023-04-02 |         | Utv = Utvisningsminuter | Utv = Utvisningsminuter | Utv = Utvisningsminuter | Utv = Utvisningsminuter | Utv = Utvisningsminuter |
| År                            | Lag                           | Mästerskap                    | Matcher | Mål                     | Assists                 | Poäng                   | Utv                     |                         |
| ----------------------------- | ----------------------------- | ----------------------------- | ------- | ----------------------- | ----------------------- | ----------------------- | ----------------------- | ----------------------- |
| 2018                          | Ryssland                      | Hlinka Gretzky                | 5       | 3                       | 3                       | 6                       | 0                       |                         |
| 2019                          | Ryssland                      | U18-VM                        | 7       | 1                       | 1                       | 2                       | 14                      |                         |
| 2019                          | Ryssland                      | Hlinka Gretzky                | 5       | 1                       | 1                       | 2                       | 2                       |                         |
| Junior totalt                 | Junior totalt                 | Junior totalt                 | 17      | 5                       | 5                       | 10                      | 16                      |                         |